# Milan Zver
Milan Zver (ur. 25 maja 1962 w Lublanie) – słoweński polityk, socjolog i politolog, minister i poseł do Parlamentu Europejskiego VII, VIII, IX i X kadencji.

## Życiorys
Studiował socjologię i nauki polityczne na Wydziale Nauk Społecznych Uniwersytetu Lublańskiego. Kształcił się następnie na Uniwersytecie w Grazu. W 1998 na pierwszej z tych uczelni obronił doktorat, zaczął prowadzić wówczas wykłady na Uniwersytecie w Mariborze.
Od 1990 należy do Słoweńskiej Partii Demokratycznej (SDS), poprzednio działającej pod nazwą Słoweńska Partia Socjaldemokratyczna. Pełni funkcję wiceprezesa tego ugrupowania. Na początku lat 90. pełnił funkcję doradcy wicepremiera Jože Pučnika i następnie ministra obrony Janeza Janšy. Był później urzędnikiem miejskim w Lublanie, doradcą klubu poselskiego SDS, a w latach 2002–2004 radnym słoweńskiej stolicy.
W 2004 został wybrany w skład Zgromadzenia Państwowego. Wkrótce złożył mandat, obejmując urząd ministra sportu i edukacji w gabinecie Janeza Janšy. Stanowisko to zajmował do 2008.
W wyborach w 2009 jako lider listy wyborczej SDS uzyskał mandat posła do Parlamentu Europejskiego VII kadencji, otrzymując największą w kraju liczbę wskazań. W PE przystąpił do grupy Europejskiej Partii Ludowej oraz Komisji Kultury i Edukacji.
W 2012 kandydował w wyborach prezydenckich, przegrał w 1. turze, uzyskując około 24% głosów. W 2014 i 2019 z powodzeniem ubiegał się natomiast o reelekcję w wyborach europejskich.